# Challenger de Varsovia 2021
El torneo BNP Paribas Polish Cup 2021 fue un torneo profesional de tenis. Perteneció al ATP Challenger Tour 2021. Se disputó en su 1.ª edición sobre superficie tierra batida, en Varsovia, Polonia entre el 23 al el 29 de agosto de 2021.

## Jugadores participantes del cuadro de individuales
| Favorito | País                            | Jugador          | Rank1 | Posición en el torneo |
| -------- | ------------------------------- | ---------------- | ----- | --------------------- |
| 1        | Bandera de Alemania             | Daniel Altmaier  | 122   | Segunda ronda         |
| 2        | Bandera de Eslovaquia           | Jozef Kovalík    | 125   | Semifinales           |
| 3        | Bandera de Eslovaquia           | Lukáš Klein      | 252   | Cuartos de final      |
| 4        | Bandera de Francia              | Tristan Lamasine | 257   | Segunda ronda         |
| 5        | Bandera de Croacia              | Duje Ajduković   | 258   | Primera ronda         |
| 6        | Bandera de Chile                | Nicolás Jarry    | 262   | Cuartos de final      |
| 7        | Bandera de Ucrania              | Vitaliy Sachko   | 263   | Primera ronda         |
| 8        | Bandera de Bosnia y Herzegovina | Mirza Bašić      | 269   | Primera ronda         |

- 1 Se ha tomado en cuenta el ranking del 16 de agosto de 2021.

### Otros participantes
Los siguientes jugadores recibieron una invitación (wild card), por lo tanto ingresan directamente al cuadro principal (WC):
- Maks Kaśnikowski
- Szymon Kielan
- Leo Borg

Los siguientes jugadores ingresan al cuadro principal tras disputar el cuadro clasificatorio (Q):
- Daniel Michalski
- Johan Nikles
- Aleksandr Shevchenko
- Jan Zieliński

## Campeones

### Individual Masculino
- Camilo Ugo Carabelli derrotó en la final a  Nino Serdarušić, 6–4, 6–2

### Dobles Masculino
- Hans Hach Verdugo /  Miguel Ángel Reyes-Varela derrotaron en la final a  Vladyslav Manafov /  Piotr Matuszewski, 6–4, 6–4